# Concilium
Concilium è una rivista di teologia cattolica, fondata nel 1965 e pubblicata, inizialmente, in sette lingue e undici edizioni nazionali.

## Storia editoriale
I fondatori della rivista, che si pone come uno dei forum della teologia cattolica contemporanea, sono stati alcuni teologi: Antonie van den Boogaard, Paul Brand, Yves Congar, Hans Küng, Johann Baptist Metz, Karl Rahner ed Edward Schillebeeckx.
La rivista, diretta da un comitato ristretto, vanta la collaborazione di più di cinquecento teologi di tutto il mondo – non solo cattolici,  protestanti e ortodossi, ma anche "di frontiera" (ospita, in questi ultimi anni, contributi scelti di teologi ebrei, islamici ecc., in dialogo con il Cristianesimo) –, e predilige le nuove realtà sociali e culturali, dove la riflessione e l'azione ecclesiale sono stimolate alla lettura dei "segni dei tempi" e sono impegnate, anche ma non esclusivamente, sulla pubblica arena. Risulta essere una pubblicazione cattolica di impianto maggiormente progressista al confronto della rivista Communio. Nei primi anni, la rivista aveva come contraltare anche Renovatio, un periodico voluto dal cardinale Giuseppe Siri.
Attualmente viene pubblicata in cinque numeri annui, editi, integralmente, in cinque lingue. In Italia, è diffusa da Queriniana Editrice (Brescia).
La segreteria internazionale, originalmente a Nimega, nei Paesi Bassi, dal 2008 ha avuto sede a Chennai, in India; dal 2018 si è trasferita a Parigi, in Francia. L'edizione italiana è stata diretta fino al 2012 dal teologo Rosino Gibellini; attualmente è di Leonardo Paris; Vittorino Gatti il Direttore responsabile.